# STABEX
STABEX (fr. Système de Stabilisation des Recettes d'Exportation) – System Stabilizacji Dochodów z Eksportu.
Utworzony na mocy pierwszej konwencji z Lomé (1975) system, który za pomocą dopłat utrzymywał na stałym poziomie dochody krajów AKP pochodzące z eksportu na rynek Wspólnoty Europejskiej. O przyznaniu dotacji każdorazowo decydowała Komisja Europejska. 
Systemy STABEX i SYSMIN współtworzyły instrumentarium pomocy gospodarczej UE dla państw AKP. W 2000 r. zostały zniesione przez porozumienie z Kotonu.